# Fragmento de Kall-Rasmussen

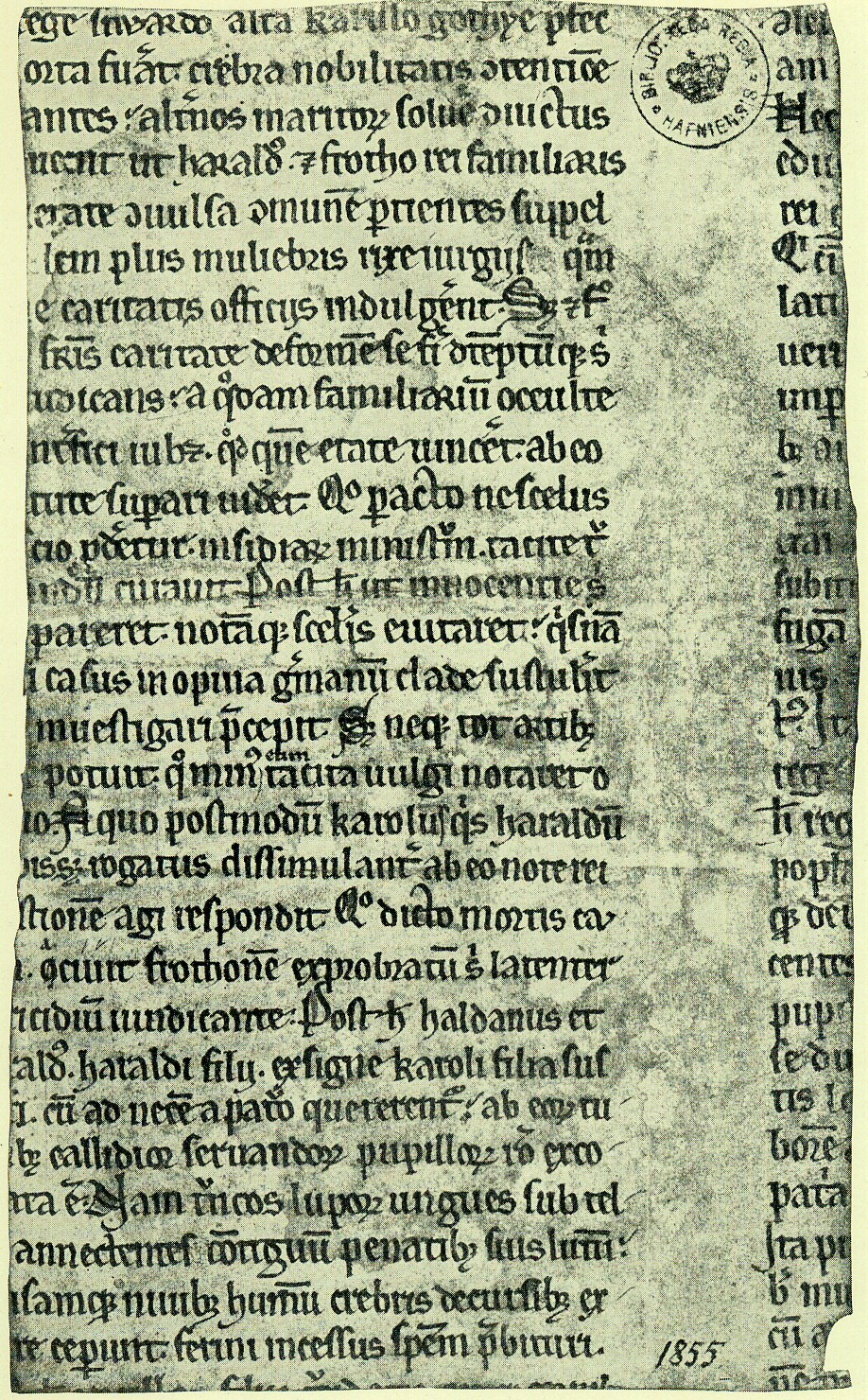
Pag. 1, anverso

El fragmento de Kall-Rasmussen es una página de un pergamino fechado hacia 1275. Es uno de los cuatro fragmentos que se conservan de una de las copias del original de la obra de Saxo Grammaticus Gesta Danorum. Su tamaño es de 19 cm. x 11 cm. Y consiste en dos páginas escritas por ambos lados.

## Historia
El fragmento se encontró en 1855 por  M. N. C. Kall Rasmussen en el Rigsarkivet (Archivos Nacionales Daneses), que se utilizó como materia prima para el catastro de los castillos en Kronborg de 1627-1628. Actualmente pertenece a la Biblioteca Real de Dinamarca en Copenhague, registrada como Ny kgl. Saml. Fol. 570.
La hoja corresponde a la página 320-324 de la versión en latín de Peter Erasmus Müller (1839) y a la página 181.17 – 184.16 de la versión en latín de Jørgen Olrik & H. Ræder (1931).

## Galería

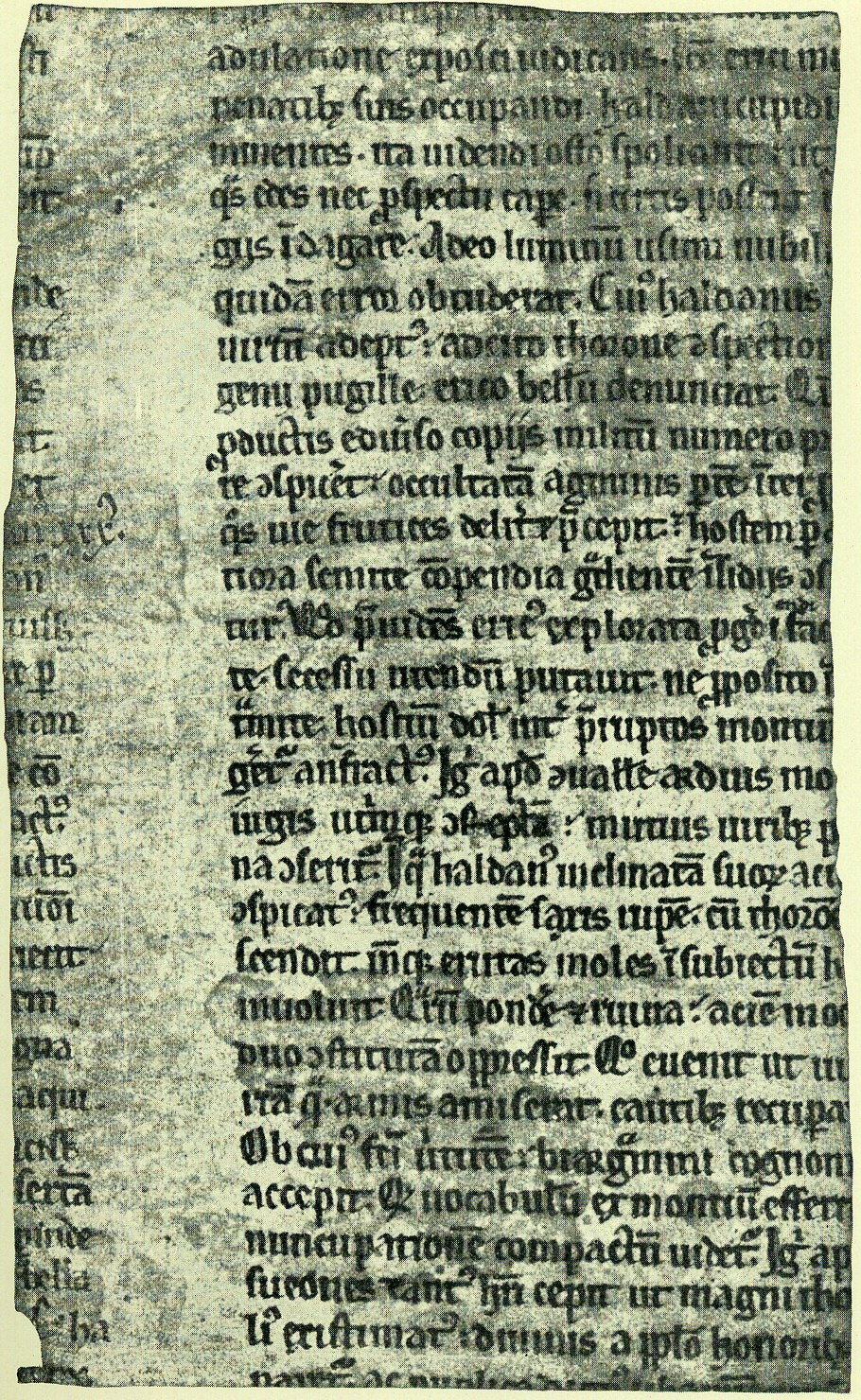
Pag. 1, reverso
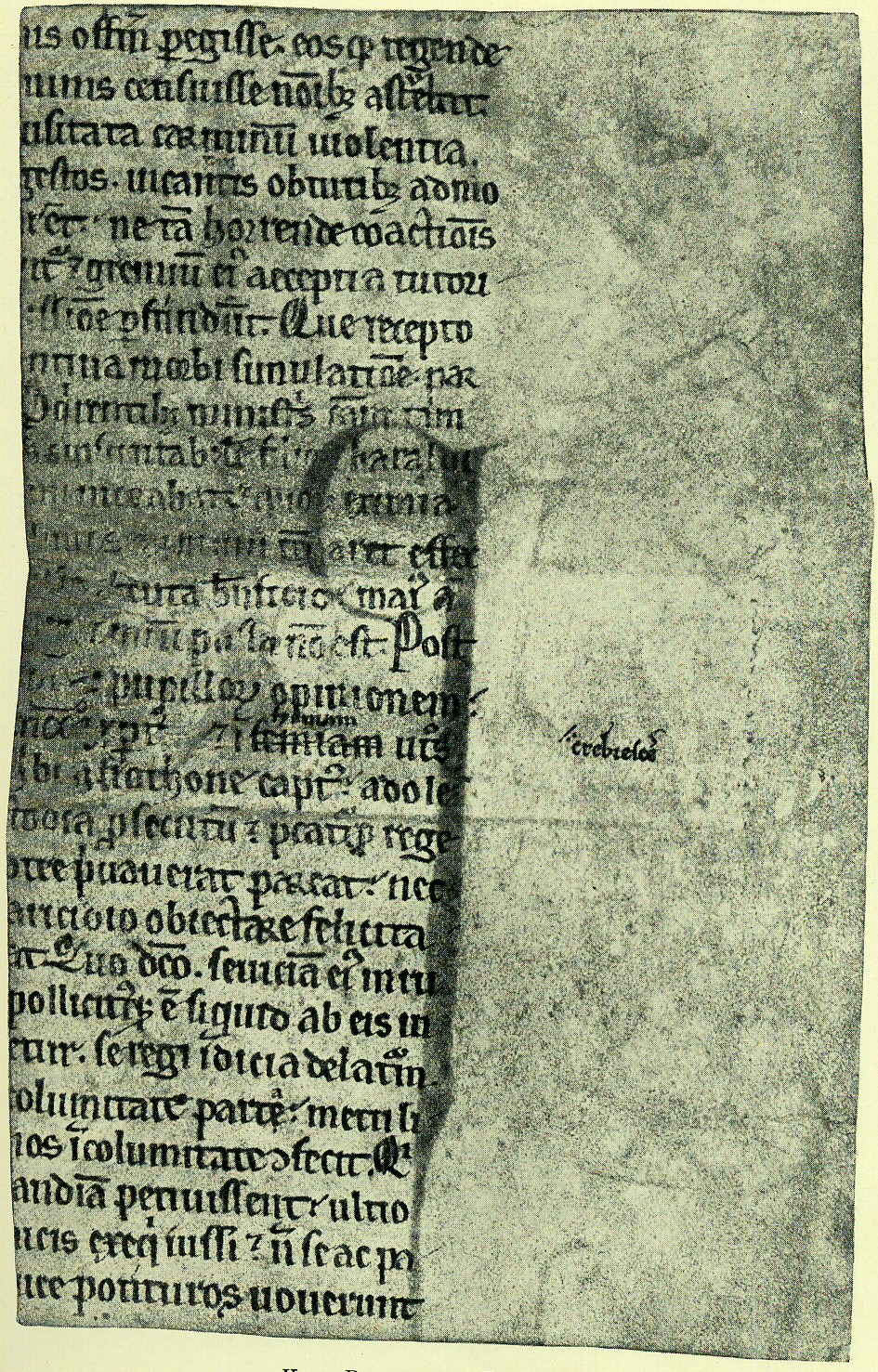
Pag. 2, anverso
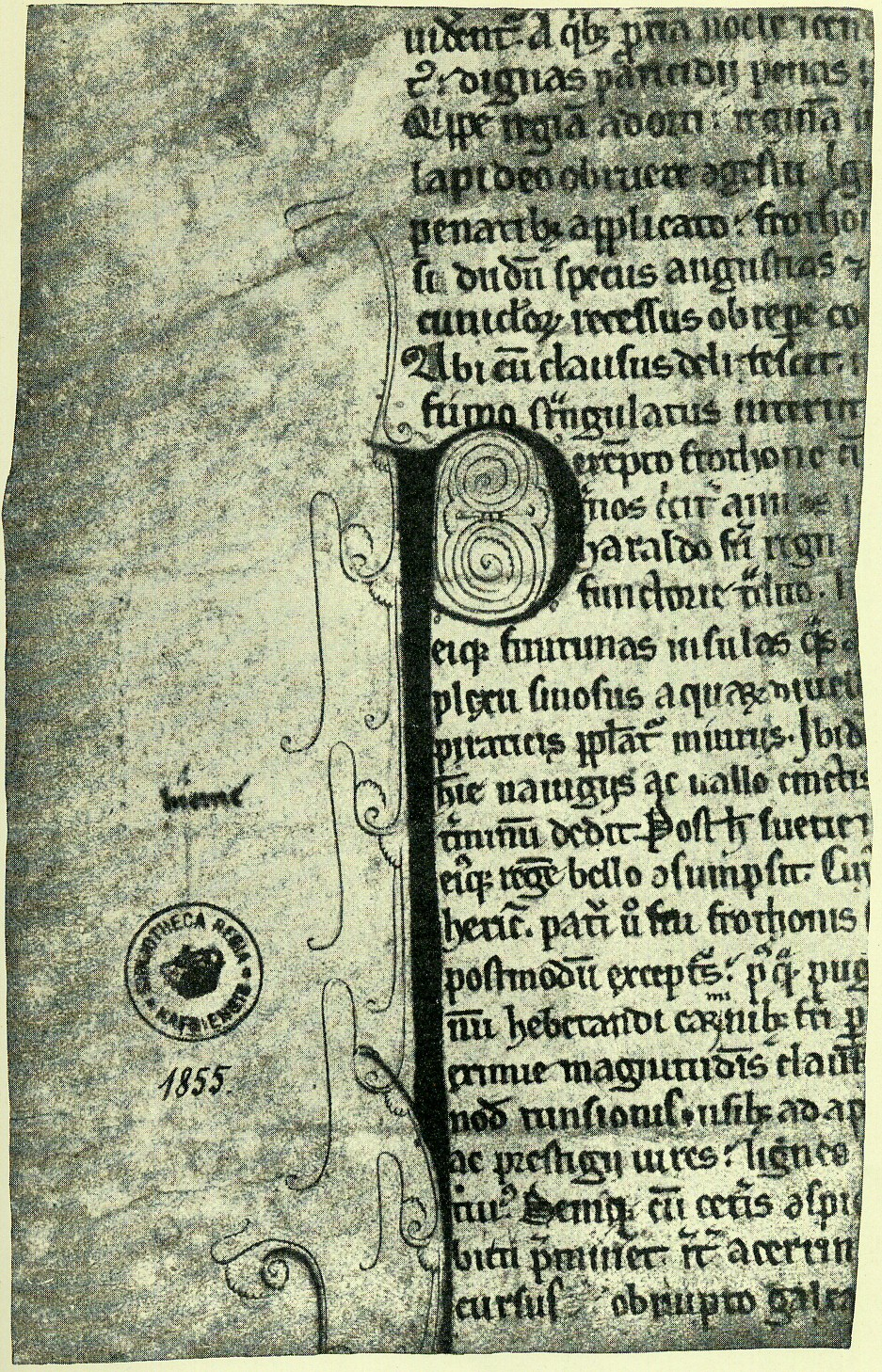
Pag. 2, reverso